# Johann Lonfat
Johann Lonfat (* 11. September 1973 in Martigny, Kanton Wallis) ist ein ehemaliger Schweizer Fussballspieler. Er war im Kader der Schweizer Fussballnationalmannschaft.
Lonfat begann seine Profikarriere 1991 bei Lausanne-Sports (heute FC Lausanne-Sport). Bereits 1992 wechselte er zum Walliser Verein FC Sion, mit dem er 1997 die Schweizer Meisterschaft gewann. Von 1998 bis 2002 spielte er bei Servette Genf und danach fünf Saisons beim französischen Club FC Sochaux. 2007 kehrte Lonfat wieder zu seinem ehemaligen Verein Servette Genf zurück. 2009 wurde der Vertrag im gegenseitigen Einvernehmen aufgelöst, und Lonfat gab seinen Rücktritt vom Profifussball bekannt.